# Facultad de Diseño de Pontevedra
La Facultad de Diseño de Pontevedra es un centro universitario fundado en 2022 en la ciudad española de Pontevedra y con sede en el centro de la ciudad, en la calle de Benito Corbal. Es la única facultad de Diseño en el noroeste de España.
La facultad pertenece al Campus Universitario de Pontevedra, integrado en el Sistema Universitario de Galicia y dependiente de la Universidad de Vigo. Oferta estudios de diseño de grado y posgrado.

## Historia
El proceso de creación de la facultad de diseño en la ciudad de Pontevedra se inició en octubre de 2020.
La Facultad de Diseño de Pontevedra fue creada en 2022 por el Decreto 133/2022 de la Consejería de Educación de Galicia, de 7 de julio, en su artículo 1. Según el citado decreto, la facultad puede acoger, además del grado de diseño, otros futuros grados, tanto de grado como de máster, relacionados con el ámbito del diseño. Aunque inicialmente estaba previsto que las clases en la Facultad comenzaran en 2022 con la puesta en marcha del Grado en Diseño, finalmente se pospuso por retrasos en los trámites administrativos, comenzando finalmente las mismas en septiembre de 2023.

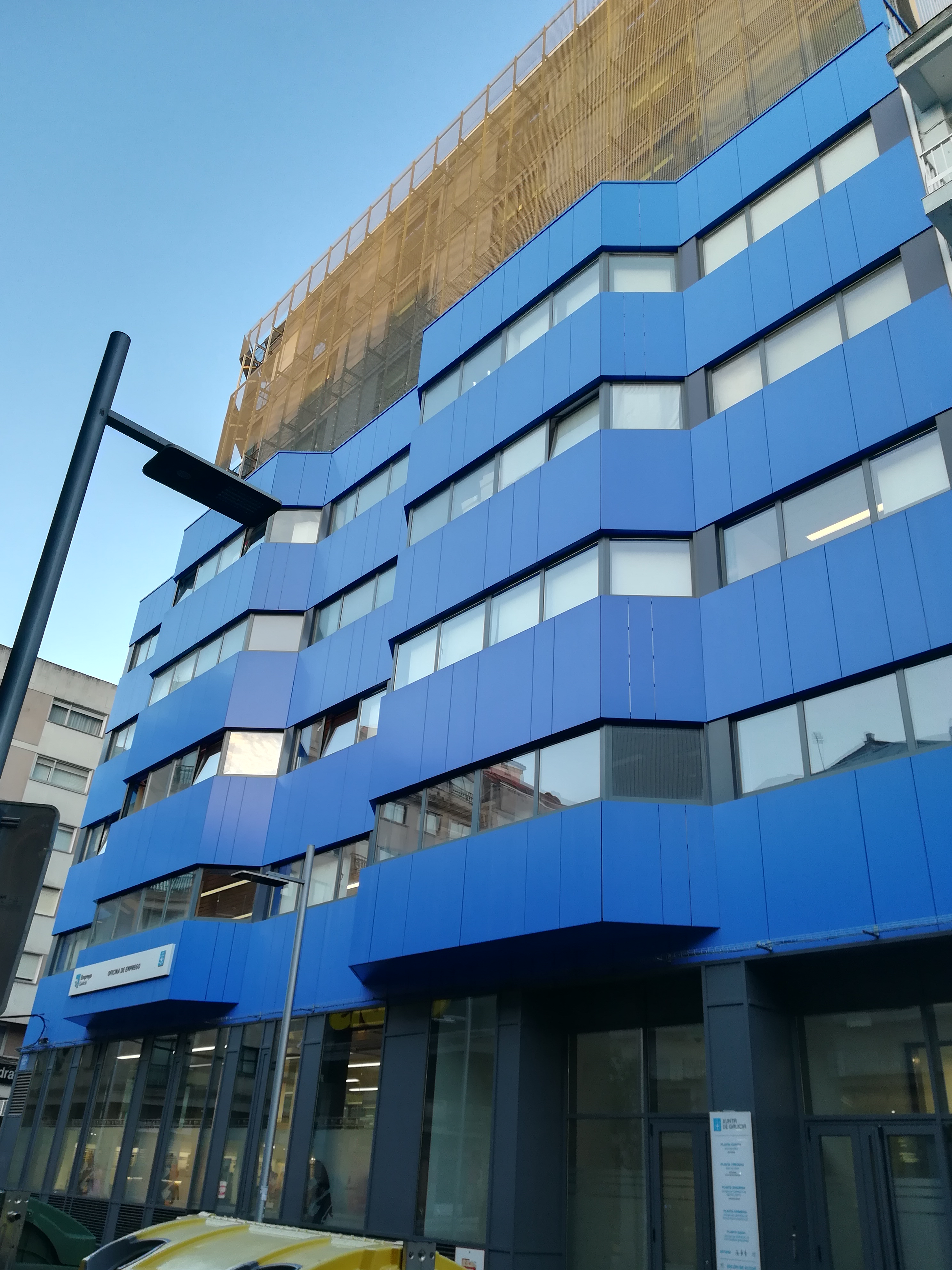
Entrada a la sede provisional de la facultad en la calle Javier Puig, 3

La sede provisional inicial de la Facultad de Diseño se ubica en la séptima planta del edificio administrativo de la Junta de Galicia cedida al igual que la sexta planta para usos universitarios en el centro de la ciudad de Pontevedra, en la calle de Benito Corbal 47 y tiene su entrada por la calle Javier Puig número 3. Está prevista la construcción de un edificio específico que albergue la sede definitiva de la facultad en el barrio de Tafisa, en la margen izquierda del río Lérez, en la orilla opuesta a donde se ubica el campus de A Xunqueira. Hasta la construcción del nuevo edificio en el barrio de Tafisa, la docencia se impartirá en el edificio de la calle de Benito Corbal y en algunos espacios compartidos de la Facultad de Bellas Artes de la ciudad como los talleres textiles.

## Titulaciones

### Estudios de grado
- Grado en Diseño.[8] Se trata de una titulación única en el Sistema Universitario de Galicia. Se proponen dos orientaciones, una en diseño gráfico y digital y otra en diseño de moda, ofreciendo una formación transversal basada en áreas de conocimiento relacionadas con las bellas artes y los campos de la comunicación audiovisual, la informática, la historia del arte, el diseño, la sociología o las didácticas especiales.[15]

### Estudios de máster
- Máster universitario en Diseño y Dirección Creativa de Moda. El Máster se impartió anteriormente en la Facultad de Bellas Artes de Pontevedra y se adscribió a la Facultad de Diseño a partir del curso académico 2023-2024.[8]

## Actividades
En la ciudad también se organizan actividades relacionadas con el diseño en otras facultades del Campus Universitario de Pontevedra, como las relacionadas con el Encuentro Nacional de Diseño en octubre de 2022.